# Gnetum trinerve
Gnetum trinerve là một loài thực vật hạt trần trong họ Gnetaceae. Loài này được Spruce ex Wallace mô tả khoa học đầu tiên năm 1908.